# ONS-kode
ONS-koder (efter Office for National Statistics, det britiske statslige statistikbureau) er et hierarkisk kodesystem som bruges i Storbritannien for at sortere data fra folketællinger og andre statistiske dataer. 

## Opbygning
- Hvert grevskab har en tocifret kode
- Distrikterne indenfor grevskabet angives med de to cifre plus to bogstaver.
- Kredsene indenfor hvert distrikt angives med distriktskode plus yderligere to bokstaver
- Hver gade indenfor en kreds angives med kredskoden plus fire tal.
- En enhedlig myndighed fungerer i praksis både som et grevskab og et distrikt, og har derfor kode med to cifre og to bogstaver

### Eksempel
| 12         | Grevskabet Cambridgeshire   |
| 12UB       | Distriktet Cambridge        |
| 12UBGA     | Kredsen Petersfield         |
| 12UBGA0001 | Gwydir Street i Petersfield |

## Eksterne links
- Office for National Statistics